# Kaffeklubben
Kaffeklubben – niewielka wysepka leżąca u północno-wschodnich wybrzeży Grenlandii. Jest uważana za najdalej na północ wysunięty skrawek lądu. Znajduje się w odległości 707 km od bieguna północnego.

## Historia

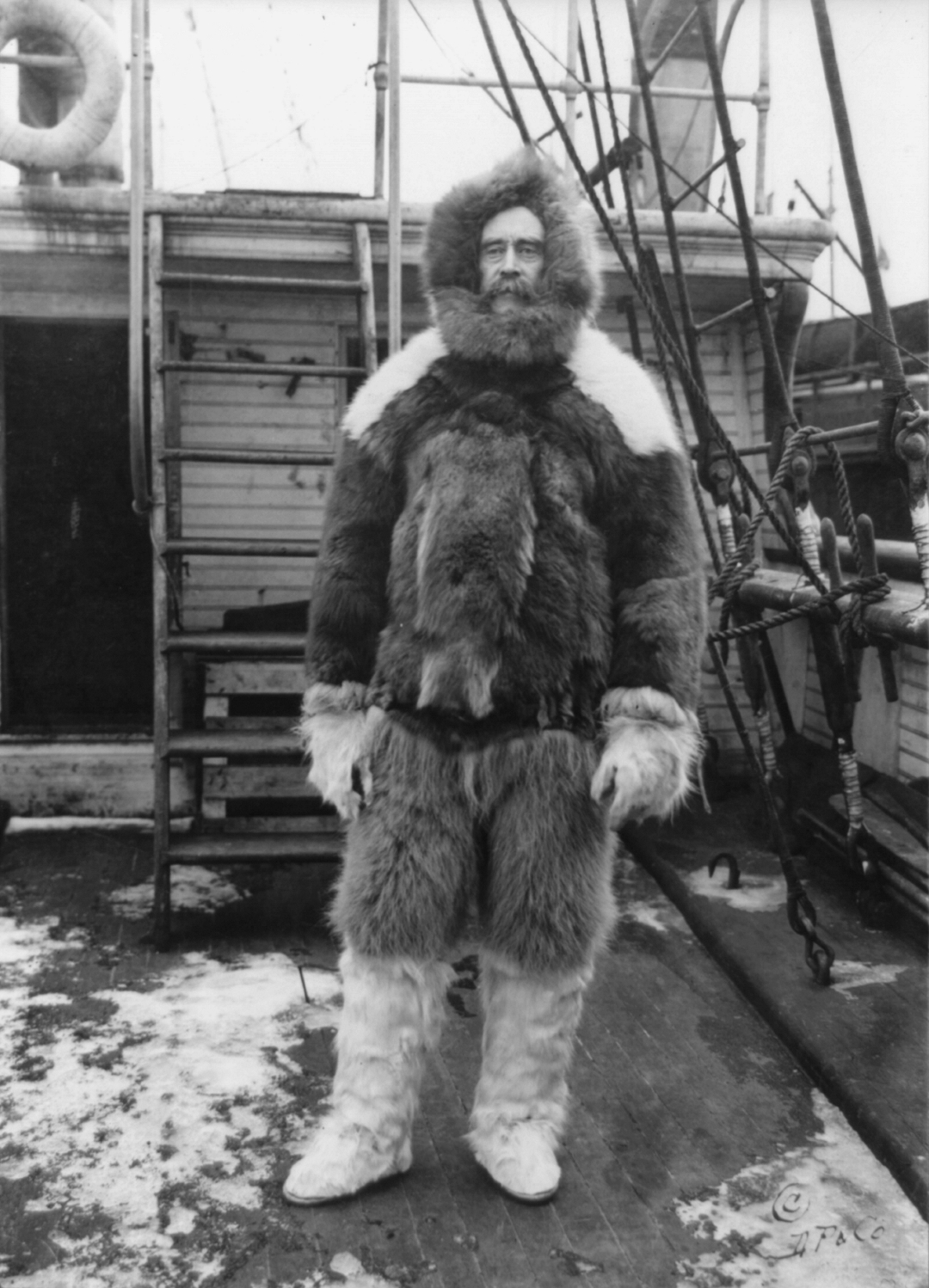
Robert Edwin Peary

Wyspa została odkryta przez Roberta Peary'ego w 1900. Ma około 1 km długości i jest położona 37 km na wschód od przylądka Morris Jesup na Ziemi Peary’ego. W roku 1921 wyspę odwiedził Duńczyk Lauge Koch, nadając jej nazwę na cześć kawiarni Kaffeklubben, mieszczącej się w Muzeum Mineralogicznym w Kopenhadze. W roku 1969 kanadyjski zespół obliczył, że północna część wyspy znajduje się 750 m dalej na północ niż przylądek Morris Jesup, co czyni ją potencjalnie najbardziej na północ wysuniętym skrawkiem lądu.
Od tego czasu odkryto pewną liczbę wynurzonych mielizn żwirowych wysuniętych jeszcze bardziej na północ, z których najbardziej znana jest Oodaaq. Jednak istnieją wątpliwości, czy tego typu twory, zwykle nietrwałe i regularnie pochłaniane przez morze, albo poruszające się lodowe czapy, powinny być brane pod uwagę jako kandydaci do miana najbliższego biegunowi północnego lądu.

## Klimat
Na tej szerokości geograficznej panuje klimat polarny, z nielicznymi opadami. Średnie temperatury latem rzadko przekraczają 0 °C, zimą mogą spadać poniżej -40 °C. Występują długotrwałe dnie i noce polarne. Może także występować zjawisko zorzy polarnej.